# Poblana letholepis
Poblana letholepis é uma espécie de peixe da família Atherinopsidae.
É endémica do México.